# Aprenentatge basat en competències
L'aprenentatge basat en competències, és un model pedagògic en què el procés d'ensenyament-aprenentatge se centra en l'adquisició i perfeccionament de les competències de l'alumnat. Aquest model defensa la utilització de metodologies actives per poder formar a les persones sobre els coneixements, que puguin aplicar-los en contextos diversos i que els puguin integrar a la vida quotidiana des d'una perspectiva crítica i reflexiva.

## Definició

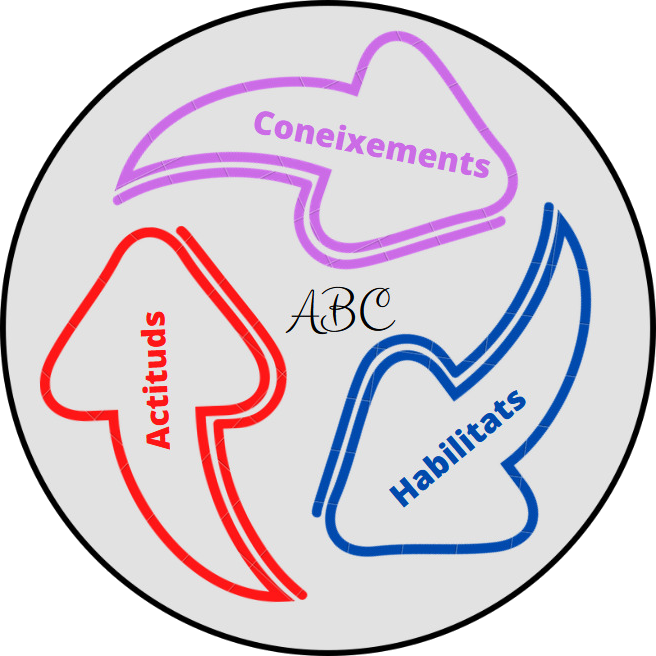
Els tres pilars de l'ABC

L'aprenentatge basat en competències, d'ara endavant ABC, consisteix a desenvolupar les competències genèriques o transversals (instrumentals, interpersonals i sistèmiques) necessàries i les competències específiques (pròpies de cada professió), amb el propòsit de formar les persones sobre els coneixements científics i tècnics, la seva capacitat d'aplicar-los en contextos diversos i complexos, integrant-los amb les seves pròpies actituds i valors en una manera pròpia d'actuar des del punt de vista personal i professional.
Actualment, ens trobem en un moment en què l'educació superior requereix el desenvolupament de competències i habilitats necessàries per al desenvolupament de la formació, tant general com professional. Aquest desenvolupament de competències està basat en tres pilars: els coneixements, les habilitats i les actituds.
- Els coneixements poden considerar-se com els continguts disciplinars, la part teòrica.
- Les habilitats són les aptituds que han de desenvolupar els estudiants durant el seu aprenentatge, la part pràctica.
- Les actituds són les accions que combinen coneixements i habilitats.[2]

Per aconseguir un aprenentatge basat en competències, s'han d’integrar els continguts de les estructures curriculars, per tal que l’alumne pugui interioritzar-lo com a part de les seves accions com a professional.

## Història
L’aprenentatge basat en competències té el seu origen en l’aproximació de Frederick Winslow Taylor a la millora del rendiment en el lloc de treball, de l’any 1911. Al mateix temps, moviments educacionals per L’Eficiència social i l'Essencialisme van reclamar pràctiques que fossin eficients, efectives i estandarditzades. Així, principis de la gestió científica de Taylor van ser aplicats per tal de compartimentar, seqüenciar i racionalitzar l’aprenentatge a les aules. Als estudiants se’ls van aplicar estàndards competencials i la preparació pels docents es va centrar en instruir-los perquè poguessin ensenyar aquestes competències de forma exitosa. A finals dels anys seixanta, l’Oficina d’Educació dels Estats Units va formalitzar l'enfocament basat en les competències com una mesura directa de l’aprenentatge per part dels estudiants.
A principi dels anys setanta, expectatives similars es van traslladar a l'educació superior. David McClelland va argumentar que l’indicador de la competència d’una persona graduada havia d’anar més enllà de la reputació de la institució on hagués estudiat, sent més important que l'estudiant hagués adquirit les competències que necessitaria en el futur lloc de treball.

## Aspectes clau de l'ABC
Es consideren aspectes clau de l’aprenentatge basat en competències els següents:
1. Implica treballar els continguts de manera integrada.
2. Les competències bàsiques estan formades per quatre components: els continguts específics, conceptuals, procedimentals i actitudinals. Tots ells han de dominar-se per aconseguir un aprenentatge competencial.
3. L’alumnat serà més competent si aplica els seus aprenentatges sobre continguts que siguin funcionals.
4. Els continguts que es treballen a l'aula s'haurien d’aplicar sobre fets reals o problemes quotidians per tal de connectar l’alumnat amb els continguts curriculars.
5. Ser més competent implica ser més autònom.

Un alumne serà més competent si reflexiona sobre el que fa, si ho raona i argumenta i és capaç de comunicar-ho correctament.
Treballar de manera més competencial a l’aula suposa canvis metodològics en la forma més habitual de treballar. Implica treballar sobre situacions reals en les quals aplicar, de manera integrada, coneixements, habilitats i actituds.
El que pretén la formació per competències és que les persones desenvolupin capacitats amplies que els permetin aprendre i desaprendre al llarg de tota la vida. Per exemple, és probable que una persona hagi de canviar de lloc de feina al llarg de la vida professional. Llavors és necessari tenir coneixements, habilitats i actituds que facilitin la flexibilitat necessària per fer front a aquesta situació (Martínez et al., 2012).

## Arguments a favor i en contra de l'ús de l'ABC

### A favor
- La formació acadèmica no garanteix per si sola que les persones puguin enfrontar-se als reptes que suposa el dia a dia.[5] Per aquest motiu s'aposta per introduir el treball per competències, fent que l'educació tingui l'objectiu de formar a l'alumnat com a ciutadans capaços de resoldre necessitats de l'esfera social i econòmica de la vida.[6]
- Els dissenys d'ABC pretenen que les persones desenvolupin capacitats àmplies, que els permetin aprendre i desaprendre al llarg de la seva vida per adequar-se a situacions que canvien sovint.[7]
- Amb el treball per competències s'integren els coneixements, evitant els inconvenients de la fragmentació i especialització.[8]
- Les propostes d'ABC inclouen un conjunt de coneixements, habilitat i actituds de caràcter molt diferent, incloent-hi aspectes que els sistemes educatius formals no han tingut en compte fins ara.[7]

### En contra
- Al estar basat en el conductisme, l’aprenentatge basat en competències només mesura resultats observables, ignorant les connexions complexes que es formen a través del pensament, el rendiment i el context.[3]
- Assumeix que totes les competències poden ser reduïdes a afirmacions basades en el rendiment observat, i que hi ha una sola i única manera per aconseguir-les.[3]
- Està molt acceptat que el rendiment correcte s'aconsegueix com a resultat del correcte pensament/coneixement i que sempre produirà els resultats desitjats en totes les situacions que s'esdevinguin, però algunes competències humanes com la responsabilitat, l’altruisme, la curiositat, l'empatia i la innovació no poden ser fàcilment reduïdes a indicadors funcionals.[3]
- Les competències es defineixen en termes de “mínimament acceptable”, el qual promou conformar-se amb allò “prou bo” i no buscar l'excel·lència professional.[3]
- Tendeix a afavorir la rendició de comptes i l'avaluació per sobre de la realitat de l'ensenyament i l’aprenentatge, i en contextos d’entorns educatius competitius, els mètodes que rendeixen comptes dels recursos utilitzats són vistos de forma favorable, per tal de reduir costos i temps de pràctiques. Aquesta reducció de costos s'acaba fent a través de l'estandardització, cosa que no encaixa amb la realitat variable dels estudiants, els professors i el seu entorn.[3]

## Metodologia
L’aprenentatge basat en competències requereix la implementació de metodologies actives, on l’aprenentatge és conseqüència d’un procés constructiu. Algunes de les metodologies actives utilitzades en l’ABC són:
- ABP o Aprenentatge Basat en la resolució de Problemes.
- Ludificació (del concepte anglès gamification).
- Flipped Classroom o classe invertida.
- Treball o aprenentatge col·laboratiu.
- Design-Thinking.[9]
- Treball per projectes.[10]

#### El rol dels docents i l'alumnat
Treballar amb metodologies actives i l’ABC, requereix un canvi al rol tant de l’alumnat com del docent. En primer lloc, l’alumnat s'ha de situar al centre del procés, i no ser un espectador més. Per altra part, els i les docents tenen la missió de ser els guies de l’alumnat en el seu procés d’ensenyament-aprenentatge, sent els facilitadors i facilitadores del coneixement i posant a disposició de l’alumnat les eines i estratègies necessàries per poder aconseguir les fites fixades.

#### Què han de tenir en compte els mestres i professors davant l'ABC?
1. Treballar per competències no vol dir oblidar-se dels continguts, ja que són necessaris per treballar habilitats. Qualsevol acció competent necessita usar coneixements que s'interrelacionen amb les habilitats i actituds per poder aplicar-se en situacions i problemes reals.[12]
2. Treballar per assignatures no és contrari a l’aprenentatge competencial però, implica un enfocament diferent que se centri en les necessitats dels estudiants.[11][12]
3. Els continguts han de plantejar-se des de la seva funcionalitat, han de partir de fets reals o quotidians propers a l’alumnat. [4][12]
4. Existeixen una varietat de metodologies per a treballar de manera competencial, només cal trobar aquelles que s'adapten millor al mestre i als seus estudiants.[12]
5. Les activitats han d’afavorir la motivació de l’alumnat, han de plantejar reptes que despertin el seu interès i ganes d’aprendre.[4]
6. L'ABC implica la reflexió del que es fa a l'aula, tant per part del professor com del procés seguit per part dels alumnes.
7. L’avaluació per competències planteja que no ens hem de centrar únicament en l’assoliment dels continguts teòrics, també en l’adquisició de valors i destreses que seran d’utilitat per a l'estudiant com el treball en equip o la resolució de problemes.[12]

## Les competències a nivell legislatiu
La Unió Europea a través del Consell Europeu posa de manifest la necessitat d’adquirir competències elementals per aconseguir un complet desenvolupament personal, social i professional de les persones. Amb l’objectiu que Europa arribi a convertir-se en una economia basada en el coneixement més competitiva i dinàmica del món, elabora un programa de treball “Educació i Formació 2010”. Aquest programa es converteix en el primer marc sòlid per a la cooperació entre l’àmbit de l'educació i la formació. En 2009 es publiquen les Conclusions del Consell de 12 de maig de 2009 sobre un marc estratègic per a la cooperació europea en l’àmbit de l'educació la formació (<<ET 2020>>), on queda reflectit que s'han de tenir més en compte les competències transversals clau als plans d’estudi, l’avaluació i les qualificacions.
És per això que a la Llei Orgànica 2/2006, de 3 de maig, d’Educació (LOE), introdueix el concepte de competències bàsiques a la normativa educativa. Posteriorment, a la Llei Orgànica 8/2013, de 9 de desembre, per a la Millora de la Qualitat Educativa (LOMCE), es tornen a tindre en compte, donant-li certa importància curricular.
A 2015 es publica una ordre que descriu les relacions entre les competències, continguts i criteris d’avaluació de les etapes educatives no universitàries, aquesta és l’Ordre ECD/65/2015, de 21 de gener.
Actualment, la Llei Orgànica 3/2020, del 29 de desembre, per la qual es modifica la Llei Orgànica 2/2006, de 3 de maig, d’Educació (LOMLOE) situa les competències més al centre si cap, emfatitzant la importància de desenvolupar des de l’àmbit educatiu la competència digital, així com les competències transversals que desenvolupen l’autonomia i reflexió de l’alumnat. A l’article 19 d’aquesta llei, s'especifica que s'ha de fomentar la integració de les competències i amb aquesta finalitat, es dedica temps de l’horari lectiu a dur a terme projectes significatius per a l’alumnat i a resoldre problemes de manera col·laborativa, reforçant així l'autoestima, l'autonomia, la reflexió i la responsabilitat de l’alumnat.
La presència i forma de treballar les competències, queda en últim termini, regulat per les comunitats autònomes.

## Avaluació per competències
En l'educació basada en competències l’avaluació és una experiència d’aprenentatge significativa, positiva i enriquidora per als estudiants que faciliten evidències oportunes, rellevants i processables.
Per exemple, Tony Bates (2019) explica que hi ha universitats com la Western Governors University, on el Consell de la Universitat defineix el conjunt de competències que han d’assolir l'alumnat i dissenya l’avaluació per a identificar el domini de cada competència. Així doncs, la WGU avalua a través de presentacions de redaccions, portafolis, projectes, el rendiment de l'estudiant i les tasques de correcció automàtica segons correspon amb les rúbriques detallades.
Per tant, s'ha de passar d'una avaluació de l'aprenentatge a una avaluació per a l'aprenentatge i s'ha de buscar que aquesta aconsegueixi l'impacte últim que qualsevol reforma educativa hauria de cercar, amb la finalitat que els alumnes aprenguin millor i estiguin més preparats per afrontar el futur.